# Skidne æg
Skidne æg (eller skidenæg) er en traditionel påskeret. Påskelørdag kaldtes også for eksempel "skidtlørdag" eller "skiden lørdag", fordi det var vaskedag. Man måtte ikke gøre rent, vaske eller gøre andet arbejde på helligdage; man havde derfor ikke gjort noget hverken skærtorsdag eller langfredag, så navnet fortæller noget om rengøringsstandarden og lugten, når det blev "skiden lørdag". Skidne æg er en frokostret bestående af halve, smilende æg i sennepssovs, evt. med karse. Et smilende æg er et æg, hvor blommen ikke er blevet helt hård. Sennepssovsen laves som opbagt sovs på mælk og sennep.
Et andet navn – "stumpelørdag" – viste, at man fandt dagen for kort til alt det, der skulle nås inden den højhellige søndag.